# Andrzej Franchi
Andrzej Franchi (ur. 1335 w Pistoi; zm. 26 maja 1401 tamże) – błogosławiony Kościoła katolickiego, włoski dominikanin, biskup Pistoi.

## Życiorys
Urodził się w rodzinie arystokratycznej. W wieku 14 lat wstąpił do dominikanów we Florencji. Pełnił funkcję przełożonego w klasztorze we Florencji (1370) oraz w Lukce i Orvieto (1371-1375). W roku 1381 został biskupem Pistoii. W 1400 r. zrezygnował z biskupstwa i osiadł w klasztorze. Zmarł 26 maja 1401 w Pistoi.
Jego kult zatwierdził [23 listopada 1921 Benedykt XV.